# Seznam egyptských pyramid
Seznam egyptských pyramid obsahuje samostatné archeologicky doložené egyptské pyramidy řazené chronologicky podle dynastií.
| Fotografie | Název                   | Faraon         | Lokace           | Období           | Šířka základny x délka základny x výška (m) | Objem                   |
| ---------- | ----------------------- | -------------- | ---------------- | ---------------- | ------------------------------------------- | ----------------------- |
|            | Džoserova pyramida      | Džoser         | Sakkára          | 3. dynastie      | 121 x 109 x 60                              | 330 400 m3              |
|            | Sechemchetova pyramida  | Sechemchet     | Sakkára          | 3. dynastie      | 120x120x7                                   | 33 600 m3 (nedokončená) |
|            | Vrstvená pyramida       | Chaba          | Záwíjit el-Arján | 3. dynastie      | 84 x 84 x 20                                | 47 040 m3 (nedokončená) |
|            | Pyramida Lepsius č. I‎   | Hunej?         | Abú Rawáš        | 3. dynastie      | 215? x 215? x 105–150?                      |                         |
|            | Pyramida v Athribis‎     | Hunej? Snofru? | Athribis         | 3. / 4. dynastie | 20? x 20? x ?                               |                         |
|            | Pyramida v Médúmu       | Snofru         | Médúm            | 4. dynastie      | 144 x 144 x 92                              | 638 733 m3              |
|            | Lomená pyramida         | Snofru         | Dahšúr           | 4. dynastie      | 188 x 188 x 105                             | 1 237 040 m3            |
|            | Červená pyramida        | Snofru         | Dahšúr           | 4. dynastie      | 220 x 220 x 105                             | 1 694 000 m3            |
|            | Chufuova pyramida       | Chufu          | Gíza             | 4. dynastie      | 230 x 230 x 146                             | 2 583 283 m3            |
|            | Radžedefova pyramida    | Radžedef       | Abú Rawáš        | 4. dynastie      | 106 x 106 x 68                              | 131 043 m3              |
|            | Rachefova pyramida      | Rachef         | Gíza             | 4. dynastie      | 215 x 215 x 143                             | 2 211 096 m3            |
|            | Menkaureova pyramida    | Menkaure       | Gíza             | 4. dynastie      | 103 x 103 x 65                              | 235 183 m3              |
|            | Veserkafova pyramida    | Veserkaf       | Sakkára          | 5. dynastie      | 73 x 73 x 49                                | 87 906 m3               |
|            | Sahureova pyramida      | Sahure         | Abúsír           | 5. dynastie      | 79 x 79 x 47                                | 96 452 m3               |
|            | Neferirkareova pyramida | Neferirkare    | Abúsír           | 5. dynastie      | 105 x 105 x 54                              | 257 250 m3              |
|            | Raneferefova pyramida   | Raneferef      | Abúsír           | 5. dynastie      | 65 x 65 x?                                  | Nedokončená             |
|            | Niuserreova pyramida    | Niuserre       | Abúsír           | 5. dynastie      | 80 x 80 x 52                                | 112 632 m3              |
|            | Džedkareova pyramida    | Džedkare       | Jižní Sakkára    | 5. dynastie      | 79x79x52                                    | 107 835 m3              |
|            | Venisova pyramida       | Venis          | Severní Sakkára  | 5. dynastie      | 58 x 58 x 43                                | 47 390 m3               |
|            | Tetiho pyramida         | Teti           | Severní Sakkára  | 6. dynastie      | 78 x 78 x 52                                | 107 835 m3              |
|            | Pyramida Pepiho I.      | Pepi I.        | Jižní Sakkára    | 6. dynastie      | 79 x 79 x 52                                | 107 835 m3              |
|            | Pyramida Merenrea I.    | Merenre I.     | Jižní Sakkára    | 6. dynastie      | 78 x 78 x 52                                | 107 835 m3              |
|            | Pyramida Pepiho II.     | Pepi II.       | Jižní Sakkára    | 6. dynastie      | 78 x 78 x 52                                | 107 835 m3              |
|            | Ibiho pyramida          | Ibi            | Jižní Sakkára    | 8. dynastie      | 31 x 31 x 21                                | 107 835 m3              |
|            | Pyramida Amenemheta I.  | Amenemhet I.   | Lišt             | 12. dynastie     | 84 x 84 x 55                                | 129 360 m3              |
|            | Pyramida Senusreta I.   | Senusret I.    | Lišt             | 12. dynastie     | 105 x 105 x 61                              | 225 093 m3              |
|            | Bílá pyramida           | Amenemhet II.  | Dahšúr           | 12. dynastie     | 50 x 50 x ?                                 |                         |
|            | Pyramida Senusreta II.  | Senusret II.   | Láhún            | 12. dynastie     | 106 x 106 x 49                              | 185 665 m3              |
|            | Pyramida Senusreta III. | Senusret III.  | Dahšúr           | 12. dynastie     | 105 x 105 x 78                              | 288 488 m3              |
|            | Černá pyramida          | Amenemhet III. | Dahšúr           | 12. dynastie     | 105 x 105 x 75                              | 274 625 m3              |
|            | Chendžerova pyramida    | Chendžer       | Jižní Sakkára    | 13. dynastie     | 52 x 52 x 37                                | 44 096 m3               |
|            | Ahmosova pyramida       | Ahmose I.      | Abydos           | 18. dynastie     | 52 x 52 x 10                                |                         |